# Reggenza di Sidoarjo
La reggenza di Sidoarjo (in indonesiano: Kabupaten Sidoarjo) è una reggenza dell'Indonesia, situata nella provincia di Giava Orientale.